# Oise (departma)
Oise (oznaka 60) je francoski departma, imenovan po reki Oise, ki teče skozenj. Nahaja se v regiji Pikardiji.

## Zgodovina
Departma je nastal v času francoske revolucije 4. marca 1790 iz dela nekdanje pokrajine Île-de-France.
Ozemlje je bilo v času rimskega osvajanja nastanjeno z različnimi galskimi plemeni, od katerih je bilo najpomembnejše pleme Belovačanov, po katerih ima ime sedanje glavno mesto departmaja Beauvais.
1. junija 987 je bil po smrti Ludvika V. v Senlisu izvoljen za frankovskega kralja pariški grof Hugo Capet, ustanovitelj dinastije Kapetingov.

## Geografija
Oise leži v jugozahodnem delu Pikardije. Na severu meji na departma Somme, na vzhodu na Aisne, na jugu na departmaja regije Île-de-France Seine-et-Marne in Val-d'Oise, na zahodu pa na departmaja Zgornje Normandije Eure in Seine-Maritime.